# Cyphon luteoapicalis
Cyphon luteoapicalis es una especie de coleóptero de la familia Scirtidae.

## Distribución geográfica
Habita en Maharashtra (India).